# Tovarnianska Polianka
Tovarnianska Polianka je obec na Slovensku v okrese Vranov nad Topľou. Žije zde 110 obyvatel.

## Poloha obce
Tovarnianská Polianka leží v ondavském výběžku Východoslovenské nížiny v Pozdišovské pahorkatině na terasách Ondavky. Na vyšších polohách pahorkatiny je listnatý les, nižší části a dolina Ondavky jsou odlesněny.

## Historie
Našly se zde zbytky eneolitických mohylových násypů. Obec je doložena z roku 1335 jako Polenka, později jako Polyon (1372), Polyunka (1414), Towarnanská Polánka (1773), Továrnská Polianka (1948); maďarsky Tovarnapolyanka, Tavarnamező. V roce 1363 patřila panství Čičava, koncem 16. století několika pánům, od konce 17. století Barkóczyovcům a jiným. V roce 1715 měla 11 opuštěných a 7 obydlených domácností, v roce 1787 měla obec 25 domů a 190 obyvatel, v roce 1828 měla 31 domů a 227 obyvatel. Pracovali jako rolníci a v lesích. V polovině 19. století a v letech 1900 - 1910 se mnozí vystěhovali.
Za 1. ČSR se obyvatelé zabývali zemědělstvím. V roce 1944 byla obec zcela vypálena. JZD bylo založeno v roce 1958. Část obyvatel byla zaměstnána v průmyslových podnicích v Humenném, Strážském a v Hencovcích.

## Historické památky
- Sídliště z období starověku, archeologická lokalita osídlená od období doby římské po středověk. Nachází se v lokalitách Pod chabzdou a Palenčareň.[2]
- Řeckokatolický chrám Ochrany Přesvaté Bohorodičky, jednolodní původně barokně-klasicistní stavba z let 1781-1784, s půlkruhovým ukončením presbytáře a představenou věží. Obnovou prošel v letech 1870 a 1942. V interiéru na severní stěně lodi se nachází barokní nástěnná malba. Hlavní oltář s baldachýnem pochází z doby vzniku chrámu, na oltáři je mladší obraz Panny Marie od A. Mihályiho z roku 1897.[3]